# Angélica (Mato Grosso do Sul)
Angélica, amtlich Município de Angélica, ist eine Stadt im brasilianischen Bundesstaat Mato Grosso do Sul in der Mesoregion Süd-West in der Mikroregion Iguatemi.

## Geschichte
Im Jahr 1957 ließen sich Manoel Isidoro Martins, Messias Garcia Duarte, Ovid Gomes de Oliveira und Ediberto Celestino de Oliveira als erste in dem Gebiet nieder. Etwas später kam die Familie Wolff (Benigno Wolff und Richard Wolff) hinzu.
Mit dem Gesetz Nr. 2098 vom  20. Dezember 1963 wurde die Ansiedlung zu dem Distrikt Distrito de Angélica von Dourados umgewandelt. Die Gemeinde Angélica wurde am 13. Mai 1976 durch das Gesetz Nr. 3691 durch Abtrennung von Dourados als selbstverwaltendes Munizip gegründet. 
Seit der Gründung von Mato Grosso do Sul im Jahre 1977 gehört Angélica zu dem Bundesstaat.

### Herkunft des Namens
Der Legende nach hat an dem Ort, der heute Port (Hafen) Angélica genannt wird, eine Frau mit dem Namen Angélica gewohnt, die Fremden, die den Fluss passierten, Unterkunft und Verpflegung angeboten hatte. Zu Ehren dieser Dame nahm der Ort ihren Namen an.

## Geografie

### Lage
Die Stadt liegt 261 km von der Hauptstadt des Bundesstaates (Campo Grande) und 1238 km von der Landeshauptstadt (Brasília) entfernt. Die Stadt grenzt im Norden an die Nachbarstadt Rio Brilhante, im Süden an Ivinhema. im Osten an Nova Andradina und im Westen an Deodápolis.

### Klima
In der Stadt herrscht tropisches Klima (AW).

### Gewässer
Die Stadt liegt am Rio Ivinhema, die zum Flusssystem des Río de la Plata gehört.

### Vegetation
Das Gebiet ist ein Teil der Cerrados (Savannen Zentralbrasiliens).

### Verkehr
In der Stadt kreuzt die Landesstraße MS-141 die Landesstraße MS-274.

### Durchschnittseinkommen und HDI
Das Durchschnittseinkommen lag 2011 bei 23.880 Real, der Index der menschlichen Entwicklung (HDI) bei 0,697.